# Балашов, Борис Геннадиевич
Борис Геннадиевич Балашов (20 августа 1925 года, Верный (Алма-Ата) — 27 ноября 2023 года, Москва) — советский конструктор средств индивидуальной армейской защиты, разработчик керамического бронежилета, лауреат Государственной премии СССР (1989) и Премии Совета Министров СССР.

## Биография
Родился 20 августа 1925 года в городе Верный (Алма-Ата). Там же окончил среднюю школу (досрочно — в феврале 1943 года) и вскоре, 19 марта, был призван в армию. Его зачислили в Рязанское артиллерийское училище, эвакуированное под Алма-Ату. Потом учился на разведчика и около года служил в АИР (артиллерийская инструментальная разведка).
С февраля 1945 года был на передовой, разведчиком батареи управления, командиром взвода 99-й гаубичной бригады тяжелой артиллерии. Участник войны с Японией.
После войны окончил Артиллерийскую академию имени Дзержинского и до выхода на пенсию работал начальником конструкторского отдела в третьем научно-исследовательском институте Министерства обороны СССР (3 НИИМО).
В 1970-е годы руководил конструкторской группой, которая совместно с учёными НИИ тугоплавких металлов и твёрдых сплавов путём улучшения образцов из США, Великобритании и Израиля разработала советский керамический бронежилет.
Уволен в запас 11 июля 1985 в звании полковника.
Кандидат технических наук (1969). Доцент.
Запатентовал более 50 изобретений.
Умер 27 ноября 2023 года в Москве, похоронен на Троекуровском кладбище.

### Семья
Сын — Балашов Евгений Борисович (10 марта 1964 год, г. Москва) — руководитель Государственного бюджетного учреждения «Московский аналитический центр в сфере городского хозяйства».

## Награды
Лауреат Государственной премии СССР (1989) и Премии Совета Министров СССР. Награждён двумя орденами Красной Звезды (25.04.1945, 23.08.1945), орденом Отечественной войны II степени (06.04.1985), медалями «За боевые заслуги», «За взятие Кёнигсберга», «За победу над Германией», «За победу над Японией».